# بنية نطاق إلكتروني
في فيزياء الجوامد يكون نطاق الطاقة هو مدى متصل من قيم الطاقة التي يمكن لإلكترون أن يشغلها في الذرة. ويمكن لهذه النطاقات أن تكون «نطاقات محرمة» (لا يمكن لإلكترون أن يشغلها) أو «نطاقات مسموحة» (يمكن للإلكترون أن يشغلها).
يحدد نطاق الطاقة في المادة العديد من خصائصها الكيميائية والفيزيائية خاصة تلك التي تتعلق بالبنية الذرية وببنيتها البللورية وخصائصها البصرية.

## المفاهيم الأساسية

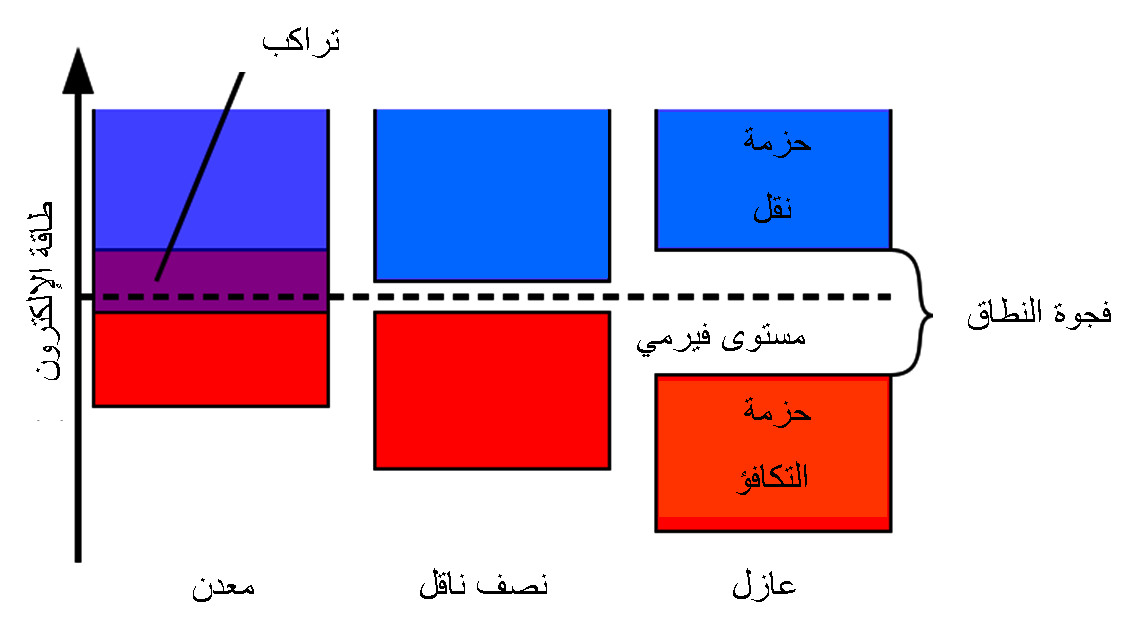
شكل 1: مخطط مبسط يظهر نطاقات الطاقة للإلكترونيات في المعادن، أنصاف النواقل، والعوازل.

لأي مادة صلبة العديد من نطاقات الطاقة. نظريا فإنه من الممكن للذرة أن تمتلك عددًا لا نهائيًا من مستويات الطاقة، إلا أن معظم هذه المستويات يقع في مستويات للطاقة تكون عالية بحيث إذا وصل إليها أي إلكترون فإنه سوف يهرب من المادة الصلبة، ولهذا فإن هذه النطاقات لا تأخذ بعين الاعتبار. لكل نطاق عرض نطاق مختلف حسب المدار الذري الذي تنتمي إليه، وقد تتراكب هذه النطاقات منتجة نطاق وحيد كبير.
يظهر الشكل 1 شكل مبسط لنطاقات الطاقة في المواد الصلبة التي تعرف ثلاث أنواع من المواد، معادن وأنصاف نواقل وعوازل.
يكون للمعادن نطاق يكون جزئيا فارغ وجزئيا ممتلئ بغض النظر عن درجة الحرارة، ولهذا يكون لها ناقلية عالية.
أما المواد الصلبة الأخرى (عوازل أو أنصاف نواقل) فيكون فيها النطاق السفلي المشغول بالكامل بالإلكترونات، يدعى هذه النطاق باسم ""نطاق التكافؤ" (valance band) وتدعى الإلكترونات التي تشغل هذا النطاق باسم "إلكترونات التكافؤ" (valance electros)أما النطاق العلوي الذي تكون في معظمه غير مشغول فيدعى باسم "نطاق التوصيل" (conduction band) لأن الإلكترونات تتواجد فيه فقط عندما تكون المادة مثارة (بالتسخين مثلا) عندها تَنْقُل هذه المواد التيار الكهربائي. يكون الفرق بين المواد العازلة وأنصاف النواقل هو أن فجوة الطاقة بين نطاق التكافؤ ونطاق النقل تكون أكبر في المواد العازلة منها في أنصاف النواقل، وبالتالي يكون من الصعب على الإلكترونات الانتقال إلى ذلك النطاق وبالمحصلة تكون الناقلية الكهربائية أضعف. من أهم العوامل التي تساعد الإلكترونات على الوصول إلى نطاق النقل هو الطاقة الحرارية، حيث أن ناقلية أنصاف النواقل تعتمد كثيرًا على درجة حرارة المادة.